# Peter Berling
Pour les articles homonymes, voir Berling (homonymie).
Peter Berling est un acteur de cinéma et écrivain allemand né le 20 mars 1934 à Meseritz-Obrawalde (Allemagne) et mort le 21 novembre 2017 à Rome (Italie).

## Biographie
En 1954, Peter Berling étudie à l'Académie des beaux-arts de Munich. De retour à Munich en 1958 après un séjour dans le Maghreb, il découvre le cinéma.
Peter Berling travaille, notamment comme producteur de films, aux côtés de réalisateurs comme Rainer Werner Fassbinder, Jean-Jacques Annaud, Martin Scorsese, Werner Schroeter puis participe comme acteur à des films comme Aguirre, la colère de Dieu, Le Nom de la rose.

## Filmographie

### Acteur
- 1957 : Immer wenn der Tag beginnt
- 1969 : L'amour est plus froid que la mort (Liebe ist kälter als der Tod)  de Rainer Werner Fassbinder : le cordonnier
- 1972 : Aguirre, la colère de Dieu (Aguirre, der Zorn Gottes) de Werner Herzog : Don Fernando de Guzman
- 1973 : Rapt à l'italienne (Mordi e fuggi) de Dino Risi
- 1973 : La Poursuite implacable (Revolver), de Sergio Sollima : Grappa
- 1976 : La Victoire en chantant de Jean-Jacques Annaud : Père Jean de la Croix
- 1976 : La Grande Débandade (Le Avventure e gli amori di Scaramouche) d'Enzo G. Castellari : le général français
- 1979 : Le Mariage de Maria Braun (Die Ehe der Maria Braun) de Rainer Werner Fassbinder : Bronski
- 1980 : Theo contre le reste du monde
- 1982 : Fitzcarraldo de Werner Herzog : le directeur de l'opéra
- 1982 : Le Secret de Veronika Voss (Die Sehnsucht der Veronika Voss) de Rainer Werner Fassbinder : Dicker Mann
- 1983 : Mystère de Carlo Vanzina
- 1983 : Il petomane de Pasquale Festa Campanile
- 1985 : Tex et le Seigneur des abysses (Tex e il signore degli abissi) : El Morisco
- 1986 : Le Nom de la Rose
- 1987 : Cinématon no 881 de Gérard Courant
- 1987 : Cobra Verde
- 1988 : La Dernière Tentation du Christ de Martin Scorsese
- 1989 : Francesco de Liliana Cavani
- 1990 : Couple no 65 de Gérard Courant
- 1991 : The Voyager
- 1993 : Texas - Doc Snyder hält die Welt in Atem
- 1994 : Le Tango de Satan de Béla Tarr
- 1996 : Lire no 56 de Gérard Courant
- 1996 : Cinématon no 1802 de Gérard Courant
- 1997 : Praxis Dr. Hasenbein
- 2002 : Gangs of New York

### Producteur
- 1968 : Negresco (Negresco – Eine tödliche Affaire) de Klaus Lemke (de)

## Livres

### CycleLes Enfants du Graal
(Gralszyklus)
1. Les Enfants du Graal (1996) (Die Kinder des Gral, 1991)
2. Le Sang des rois (1997) (Das Blut der Könige, 1993)
3. La Couronne du monde (1998) (Die Krone der Welt, 1995)
4. Le Calice noir (1999) (Der Schwarze Kelch, 1997)
5. La Princesse et le Kilim (2006) (Der Kelim der Prinzessin, 2004)

### Romans indépendants
- La Cathare (Die Ketzerin, 2000)
- Zodiac (2002)
- La Croisade des enfants (2006) (Das Kreuz der Kinder, 2003)